# Carlos Valdés Vázquez
Carlos Valdés Vázquez (Guadalajara, 1928 - Ciutat de Mèxic, 1991) va ser un contista, assagista i traductor mexicà. És reconegut com un exponent de la literatura mexicana de la Generación de Medio Siglo.
Va descobrir la seva vocació literària a la seva ciutat natal. Quan era adolescent va intentar llegir una biblioteca pública completa començant amb la lletra A. Com a gest de rebel·lió llegia d'amagat els «poetes maleïts» en un racó de la Catedral de Guadalajara juntament amb Emmanuel Carballo. Allà va col·laborar en la fundació de la revista literària Ariel i va participar activament en els primers números. Poc després, el 1952 va emigrar a la Ciutat de Mèxic amb la intenció de dedicar-se a la literatura.
En la seva joventut, va buscar feines que fossin compatibles amb el seu aprenentatge literari. De manera autodidacta va aprendre l'anglès per gaudir els seus autors favorits en versió original, com Faulkner, Conrad i Nabokov. Amb els anys va esdevenir traductor d'aquesta llengua, activitat que va continuar fins a la seva defunció el 1991.
Va treballar com a funcionari a la Universitat Nacional Autònoma de Mèxic, al departament difusió cultural i premsa. Va ser editor de la prestigiada Revista de la Universitat de Mèxic durant la dècada dels anys seixanta.
Va publicar contes solts i col·laboracions en diverses revistes com Ariel, Ideas de México, México en la cultura, Revista Universidad de México, La cultura a México de Siempre! i Sábado de Unomásuno. Gairebé tota la seva obra la va signar com Carlos Valdés, però de manera ocasional va emprar els pseudònims de Ventura Gómez Dávila (crítica d'art) i Juan Lomas (assaig).
El seu primer llibre de contes va ser Ausencias de l'any 1955, publicat sota el segell de Presentes, una sèrie dirigida per l'escriptor Juan José Arreola. Des d'aquest primer treball Carlos Valdés ja dominava l'estil realista, amb ironia i ficció entrellaçades, un estil que prevaldrà en la seva producció posterior de contes i novel·les. Des d'aquesta primera obra, la crítica literària ha trobat una tendència cap a l'autobiogràfic com a recurs de la ficció.
El 1960 va fundar i dirigir la revista literària independent Cuadernos del Viento, juntament amb Huberto Batis, que la va continuar fins al 1967. Aquesta revista va ser un aparador important per a la nova literatura mexicana i la difusió de les avantguardes literàries provinents d'altres països.

## Obres
- Ausencias, Los Presentes, 1955.
- Dos ficciones, El Unicornio, 1958.
- Dos y los muertos, UNAM, 1960.
- El nombre es lo de menos, FCE (Letras Mexicanas), 1961.
- Crónicas del vicio y la virtud, ERA, 1963.
- José Luis Cuevas, UNAM (Colección de arte), 1966; 1969.
- Teoría y práctica del insulto mexicano (seudónimo Juan Lomas), Posada (Duda semanal), 1974.
- Protesta y chiste político en México (seudónimo Juan Lomas), Posada (Campo abierto), 1975.
- Los antepasados, Cuadernos del viento, 1963.
- La voz de la tierra, FCE, 1972.
- La catedral abandonada, Conaculta (LuzAzul), 1992